# Cryptographis orthozonalis
Cryptographis orthozonalis là một loài bướm đêm trong họ Crambidae.